# Phoebe Bacon
Phoebe Bacon (Washington D. C., 12 de agosto de 2002) es una deportista estadounidense que compite en natación, especialista en el estilo espalda.
Ganó una medalla de plata en el Campeonato Mundial de Natación de 2022, una medalla de oro en el Campeonato Mundial de Natación en Piscina Corta de 2024 y dos medallas de oro en los Juegos Panamericanos de 2019.
Participó en dos Juegos Olímpicos de Verano, ocupando el quinto lugar en Tokio 2020 y el cuarto en París 2024, en los 200 m espalda.
Estudió el grado de Promoción y Equidad en la Salud en la Universidad de Wisconsin-Madison.

## Palmarés internacional
| Campeonato Mundial                  | Campeonato Mundial | Campeonato Mundial | Campeonato Mundial |
| Año                                 | Lugar              | Medalla            | Prueba             |
| ----------------------------------- | ------------------ | ------------------ | ------------------ |
| 2022                                | Budapest (Hungría) | Medalla de plata   | 200 m espalda      |
| Campeonato Mundial en Piscina Corta |                    |                    |                    |
| Año                                 | Lugar              | Medalla            | Prueba             |
| 2024                                | Budapest (Hungría) | Medalla de oro     | 4 × 100 m libre    |
| Juegos Panamericanos                |                    |                    |                    |
| Año                                 | Lugar              | Medalla            | Prueba             |
| 2019                                | Lima (Perú)        | Medalla de oro     | 200 m espalda      |
| 2019                                | Lima (Perú)        | Medalla de oro     | 4 × 100 m estilos  |